# Лазерная абляция
Ла́зерная абля́ция (англ. laser ablation) — метод удаления вещества с поверхности лазерным импульсом. При низкой мощности лазера вещество испаряется или сублимируется в виде свободных молекул, атомов и ионов, то есть над облучаемой поверхностью образуется слабая плазма, обычно в данном случае тёмная, не светящаяся (этот режим часто называется лазерной десорбцией). При плотности мощности лазерного импульса, превышающей порог режима абляции, происходит микровзрыв с образованием кратера на поверхности образца и светящейся плазмы вместе с разлетающимися твёрдыми и жидкими частицами (аэрозоля). Режим лазерной абляции иногда также называется лазерной искрой (по аналогии с традиционной электрической искрой в аналитической спектрометрии, см. искровой разряд).
Лазерная абляция используется в аналитической химии и геохимии для прямого локального и послойного анализа образцов (непосредственно без пробоподготовки). При лазерной абляции небольшая часть поверхности образца переводится в состояние плазмы, а затем она анализируется, например, методами эмиссионной или масс-спектрометрии. Соответствующими методами анализа твёрдых проб являются лазерно-искровая эмиссионная спектрометрия (ЛИЭС; анг. LIBS или LIPS) и лазерно-искровая масс-спектрометрия (ЛИМС). В последнее время быстро развивается метод ЛА-ИСП-МС (масс-спектрометрия с индуктивно-связанной плазмой и лазерной абляцией), при котором анализ производится путём переноса продуктов лазерной абляции (аэрозоля) в индуктивно-связанную плазму и последующим детектированием свободных ионов в масс-спектрометре. Перечисленные методы относятся к группе методов аналитической атомной спектрометрии и к более общей совокупности методов элементного анализа (см. аналитическая химия).
Метод лазерной абляции применяется для определения концентраций как элементов, так и изотопов. Он конкурирует с ионным зондом. Последний требует значительно меньший анализируемый объем, но, как правило, гораздо дороже.
Лазерная абляция также применяется для тонкой технической обработки поверхностей и нанотехнологии (например, при синтезе одностенных углеродных нанотрубок).

## Терминология
Термин лазерная абляция широко используется в научной литературе в таких областях как, получение тонких плёнок, лазерном пробоотборе и обработке материалов. В физической литературе термин абляция (от лат. ablatio «отнятие») обозначает совокупность сложных физико-химических процессов, результатом которых является удаление вещества с поверхности раздела фаз. Согласно значению латинского корня можно использовать данный термин для описания любого удаления вещества. В связи с этим под термином лазерная абляция в широком смысле понимают процесс удаления вещества под действием лазерного излучения, включая удаление как испарённого материала, так и летучих продуктов химического травления.
В литературе можно встретить и чрезмерно узкое толкование термина, когда под абляцией понимают процесс удаления вещества, вызванный разрушением химических связей и образованием свободных молекул, атомов и ионов под действием света. Следует отметить, что термин абляция является междисциплинарным и появился в литературе задолго до появления лазеров. Так его использовали для описания процесса удаления вещества при воздействии на образец металла электрического разряда, потока горячего газа, плазмы. Под термином абляционная защита в космонавтике и авиации понимают способ эффективного снижения перегрева элементов фюзеляжа за счёт отбора теплоты на плавление и испарение слоя специального защитного материала. В дополнение следует заметить, что этот термин используется в геологии и гляциологии для обозначения уменьшения массы ледника или снега в результате таяния и испарения.
Большинство исследователей под термином лазерная абляция понимают процесс взаимодействия лазерного излучения с веществом, при котором происходит процесс плавления, испарения или сразу сублимации с образованием паров и низкотемпературной плазмы; обычно данные процессы также сопровождаются разлётом частиц и капель исходного вещества.
Главными характерными особенностями лазерной абляции являются следующие:
1. связана с непосредственным поглощением энергии лазерного импульса в веществе;
2. результатом является формирование плазменного облака;
3. происходит на границе раздела конденсированной и газообразной (или вакуума) или жидкой фаз;
4. имеет пороговый характер.

## Преимущества метода
Лазерная абляция применяется в разнообразных областях:
- пробоотбор для анализа вещества (LIBS, LA ISP OES, LA ICP MS)
- обработка деталей (micromachining)
- получение тонких плёнок, в том числе новых материалов (PLD)

Лазерное парофазное осаждение (ЛПА или PLD — pulsed laser deposition) — это процесс быстрого плавления и испарения материала мишени в результате воздействия на него высокоэнергетического лазерного излучения, с последующим переносом в вакууме распылённого материала от мишени к подложке и его осаждения.
К преимуществам метода относятся:
- высокая скорость осаждения (> 1015 атом·см−2·с−1);
- быстрый нагрев и охлаждение осаждаемого материала (до 1010 К·с−1), обеспечивающее образование метастабильных фаз;
- непосредственная связь энергетических параметров излучения с кинетикой роста слоя;
- возможность конгруэнтного испарения многокомпонентных мишеней;
- строгая дозировка подачи материала, в том числе многокомпонентного с высокой температурой испарения;
- агрегация в кластеры разного размера, заряда и кинетической энергии (10 — 500 эВ), позволяющая проводить селекцию с помощью электрического поля для получения определённой структуры осаждаемой плёнки.

## Описание метода
Подробное описание механизма ЛА является очень сложным, сам механизм включает процесс абляции материала мишени с лазерным облучением, развитие плазменного факела с содержанием ионов и электронов с высокой энергией, а также кристаллический рост самого покрытия на подложке. Процесс ЛА в целом можно разделить на четыре этапа:
1. взаимодействие лазерного излучения с мишенью — абляция материала мишени и создание плазмы;
2. динамика плазмы — её расширение;
3. нанесение материала на подложку;
4. рост плёнки на поверхности подложки.

Каждый из этих этапов имеет решающее значение для физико-механических и химических параметров покрытия, а, следовательно, и медико-биологических эксплуатационных характеристик.
Удаление атомов из объема материала осуществляется испарением массы вещества на поверхность. Происходит первоначальная эмиссия электронов и ионов покрытия, процесс испарения по своей природе является чаще всего термическим. Глубина проникновения лазерного излучения в этот момент зависит от длины волны лазерного излучения и показателя преломления материала мишени, а также пористости и морфологии мишени.

## История
Первые работы по исследованию лазерной абляции были проведены с момента появления лазеров в 1962 году в работе . В большинстве работ в 1960-х были использованы лазерные импульсы микросекундной длительности. Для данного типа была создана тепловая модель, которая с высокой точностью описывала наблюдающиеся явления . Развитие лазерной техники привело к тому что, в начале 80-х большинство работ по лазерной абляции выполнялось с помощью лазерных импульсов наносекундного диапазона. В следующее десятилетие все большие развитие получили исследования пикосекундной лазерной абляции. В последние 20 лет широкое развитие получило применения лазеров с фемтосекундной длительностью импульса

## Динамика плазмы
На втором этапе плазма материала расширяется параллельно нормали поверхности мишени к подложке из-за кулоновского отталкивания. Пространственное распределение факела плазмы зависит от давления внутри камеры. Зависимость формы факела от времени может быть описана в два этапа:
1. Струя плазмы узкая и направлена вперед от нормали к поверхности (длительность процесса несколько десятков пикосекунд), практически не происходит рассеяния, не нарушается стехиометрия.
2. Расширение плазменного факела (длительность процесса несколько десятков наносекунд). От дальнейшего распределения абляционного материала в факеле плазмы может зависеть стехиометрия плёнки.

Плотность факела может быть описана как зависимость cosn(х), близкая к гауссовой кривой. Дополнительно к остронаправленному пиковому распределению, наблюдается второе распределение, описываемое зависимостью cosΘ [43, 46]. Эти угловые распределения отчётливо указывают, что унос материала является комбинацией различных механизмов. Угол разлёта плазмы не зависит прямо от плотности мощности и характеризуется, главным образом, средним зарядом ионов в плазменном потоке. Увеличение лазерного потока даёт более высокую степень ионизации плазмы, более острый плазменный поток с меньшим углом разлёта. Для плазмы с ионами заряда Z=1 — 2 угол разлёта составляет Θ=24 ÷ 29°. Нейтральные атомы, главным образом, осаждаются на краю плёночного пятна, тогда как ионы с высокой кинетической энергией осаждаются в центре. Для того, чтобы получить однородные плёнки, край плазменного потока должен быть экранирован. Кроме угловой зависимости скорости осаждения наблюдаются определённые вариации в стехиометрическом составе испарённого материала в зависимости от угла Θ при осаждении многокомпонентных плёнок. Остронаправленное пиковое распределение сохраняет стехиометрию мишени, тогда как широкое распределение является нестехиометрическим. Как следствие, при лазерном осаждении многокомпонентных плёнок всегда существуют стехиометрические и нестехиометрические компоненты в плазменном потоке в зависимости от угла осаждения.
Также динамка разлёта плазмы зависит от плотности мишени и её пористости.
Для мишеней из одинакового материала, но разной плотности и пористости временные интервалы разлёта плазмы различны.
Показано, что скорость абляции вдоль распространения лазерного излучения в пористом веществе в (1.5-2) раза превышает теоретические и экспериментальные результаты для скорости абляции в твердом веществе.

## Технологически важные параметры ЛА
Можно выделить основные важные технологические параметры ЛА, оказывающие влияние на рост, физико-механические и химические свойства плёнок при нанесении материала на подложку:
- параметры лазера — факторы от которых в основном зависит плотность энергии (Дж/см2). Энергия и скорость абляционных частиц зависит от плотности энергии лазера. От этого в свою очередь зависит степень ионизации абляционного материала и стехиометрия плёнки, а также скорость осаждения и роста плёнки.
- температура на поверхности — температура поверхности оказывает большое влияние на плотность нуклеации (первая по времени наступления стадия фазового перехода, образование основного числа устойчиво растущих частиц новой, стабильной фазы). Как правило, плотность нуклеации уменьшается с повышением температуры подложки. Так же от температуры подложки может зависеть шероховатость покрытия.
- состояние поверхности подложки — зарождение и рост покрытия зависит от состояния поверхности: предварительная обработка(химическая обработка, наличие или отсутствие оксидной плёнки и т. д.), морфологии и шероховатости поверхности, наличие дефектов.
- давление — от рабочего давления в камере системы напыления зависит плотность нуклеации, и как следствие морфология и шероховатость покрытия, а также параметры давления оказывают влияние на стехиометрию поверхности. Так же возможно перераспыление материала с подложки обратно в камеру при некоторых параметрах лазера и давления.

На данный момент описаны три механизма роста плёнок, подходящие для ионно-плазменных вакуумных методов:
- Зародышевый механизм роста Вольмера-Вебера: реализуется на атомно гладких гранях совершенного кристалла, каковыми являются грани с малыми индексами Миллера. Рост плёнок в этом случае происходит через начальное образование двухмерных или трехмерных зародышей, в дальнейшем разрастающихся в сплошную плёнку на поверхности подложки.
- Послойный механизм роста Франка — Ван дер Мерве: реализуется при наличии на поверхности подложки ступеней, источником которых является, в частности, естественная шероховатость граней с большими индексами Миллера. Эти грани представляются в виде совокупности атомных ступеней, образованных участками плотноупакованных поскостей с малыми индексами Миллера.
- Механизм Странского-Крастанова: представляет собой промежуточный механизм роста. Он заключается в том, что сначала на поверхности идет рост по послойному механизму, затем после образования смачивающего слоя (толщиной в один или несколько моноатомных слоев) происходит переход к островковому механизму роста. Условием реализации такого механизма является значительное (в несколько процентов) рассогласование постоянных решетки осаждаемого материала и материала подложки.

## Минусы метода
Метод лазерной абляции имеет определённые трудности, связанные с получением плёнок веществ, слабо поглощающих (оксиды различных веществ) или отражающих (ряд металлов) лазерное излучение в видимой и близкой ИК-области спектра. Существенным недостатком метода является низкий коэффициент использования материала мишени, поскольку его интенсивное испарение происходит из узкой зоны эрозии, определяемой размером фокального пятна (~10 см2), и вследствие этого небольшая площадь осаждения (~10 см2). Значение коэффициента полезного использования материала мишени при лазерном напылении составляет 1 — 2 % и менее. Образование кратера в зоне эрозии и его углубление изменяет пространственный угол разлёта вещества, вследствие чего ухудшается однородность плёнок, как по толщине, так и по составу, а также выводит мишень из строя, что особенно характерно для высокочастотного напыления (частота следования импульсов порядка 10 кГц). Повышение однородности плёнок и увеличения срока службы мишени требует использования скоростной системы (~1 м/с) плоскопараллельного сканирования мишени, что позволяет избежать перекрытия соседних фокальных пятен, и вследствие этого локального перегрева мишени и образования на ней глубоких кратеров, что, однако существенно усложняет конструкцию внутрикамерного устройства и сам процесс напыления.